# George Rădeanu
George Rădeanu (n. 12 aprilie 1950, Ursoaia, județul Iași, România) este un pictor român.
A absolvit Institutul de Arte plastice "Nicolae Grigorescu" din București, secția pictură-restaurare. Este membru al Uniunii Artiștilor Plastici.

## Expoziții personale
- 20 de expoziții personale in țară și în străinătate.

## Expoziții colective
- 17 expoziții colective în țară și în străinătate.

## Premii-burse
- 1986-1987 - Bursa Ion Andreescu; premiul fundației "Sîrghie" Universitatea București; Premiul revistei "Amfiteatru" pentru pictură.

## Lucrări de artă monumentală
- Școala generală nr. 3 București - frescă - teme istorice și sportive.

## Lucrări în colecții particulare
România, Germania, Ungaria, Japonia, Israel, Franța, Argentina, Turcia, Grecia, Italia, Canada, S.U.A